# Klášter Saint-Sauveur du Rozier
Klášter Saint-Sauveur du Rozier byl benediktinský klášter založený v 11. století v obci Le Rozier ve francouzském departementu Lozère na soutoku řek Tarn a Jonte. 

## Historie
Klášter založil v roce 1075 mendský biskup Aldebert I. de Peyre ve vesnici Entraygues. Proto, že zde mniši vysazovali růže, dostala vesnice později jméno Rosier, které se během revoluce změnilo na Rozier. Biskup svěřil klášter pod ochranu benediktinů z opatství Aniane.
Páni z Le Rozier, zejména Dédoat de Canillac, pak klášteru darovali konventní kostel, a to prostřednictvím Ponse II. de Canillac, opata z Aniane. Páni z Mostuéjouls v sousedním Rouergue darovali klášteru také několik svých majetků.
Z kláštera zbyl do současnosti pouze kostel Saint-Sauveur, který byl v roce 1960 zapsán na historických památek Francie. Po zániku kláštera se tento kostel stal farním kostelem. Dnes je součástí farnosti Saint-Frézal v diecézi Mende.

## Popis
Kostel Saint-Sauveur je poprvé zmiňován roku 1146. Kostel je postavený na trojlodním půdorysu s apsidou a apsidami zdobenými arkádami a byl zřejmě postaven v letech 1063 až 1146 mnichy z opatství v Aniane. Jeho součástí byly i přilehlé budovy převorství, které existují dodnes. Na počátku 16. století byla zřízena kaple pod zvonicí. Centrální loď končí na východě půlkruhovou apsidou zaklenutou valenou klenbou. Polygonální kněžiště je s lodí spojeno velmi krátkou chórovou uličkou. Zvonice je přistavěna k vnější straně budovy, západně od zadní stěny a proti severnímu nároží. Na severní straně se v prvním poli boční lodi dochovaly stopy po velkých dveřích s lomeným obloukem. Dva zděné bloky oddělují kněžiště od apsidy. Chevet je velmi dlouhý, jak se na klášterní stavbu sluší, a má pět stran uvnitř zdobených arkádami na sloupech.

## Galerie

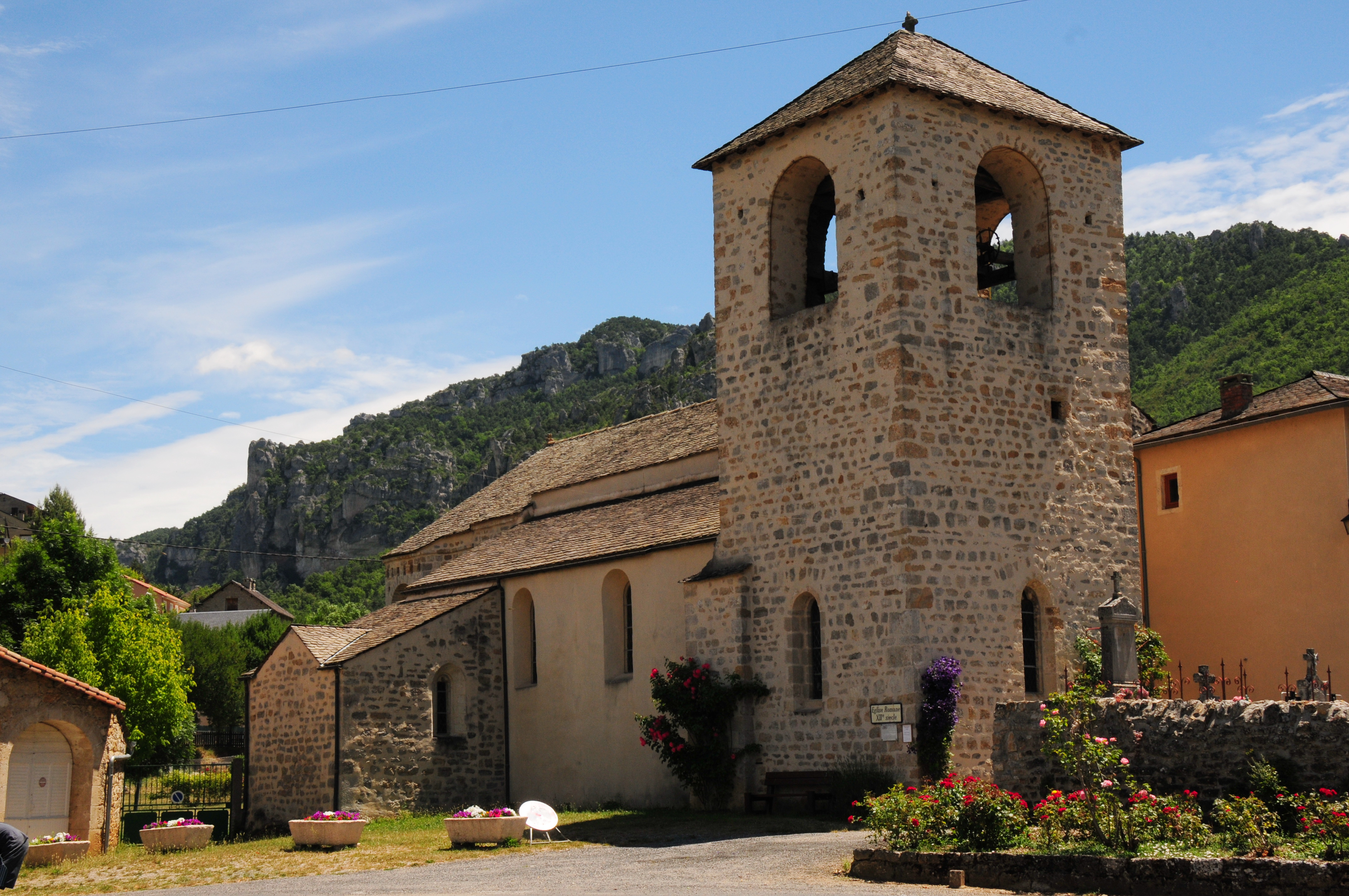
pohled na zvonici kostela Saint-Sauveur v Le Rozier
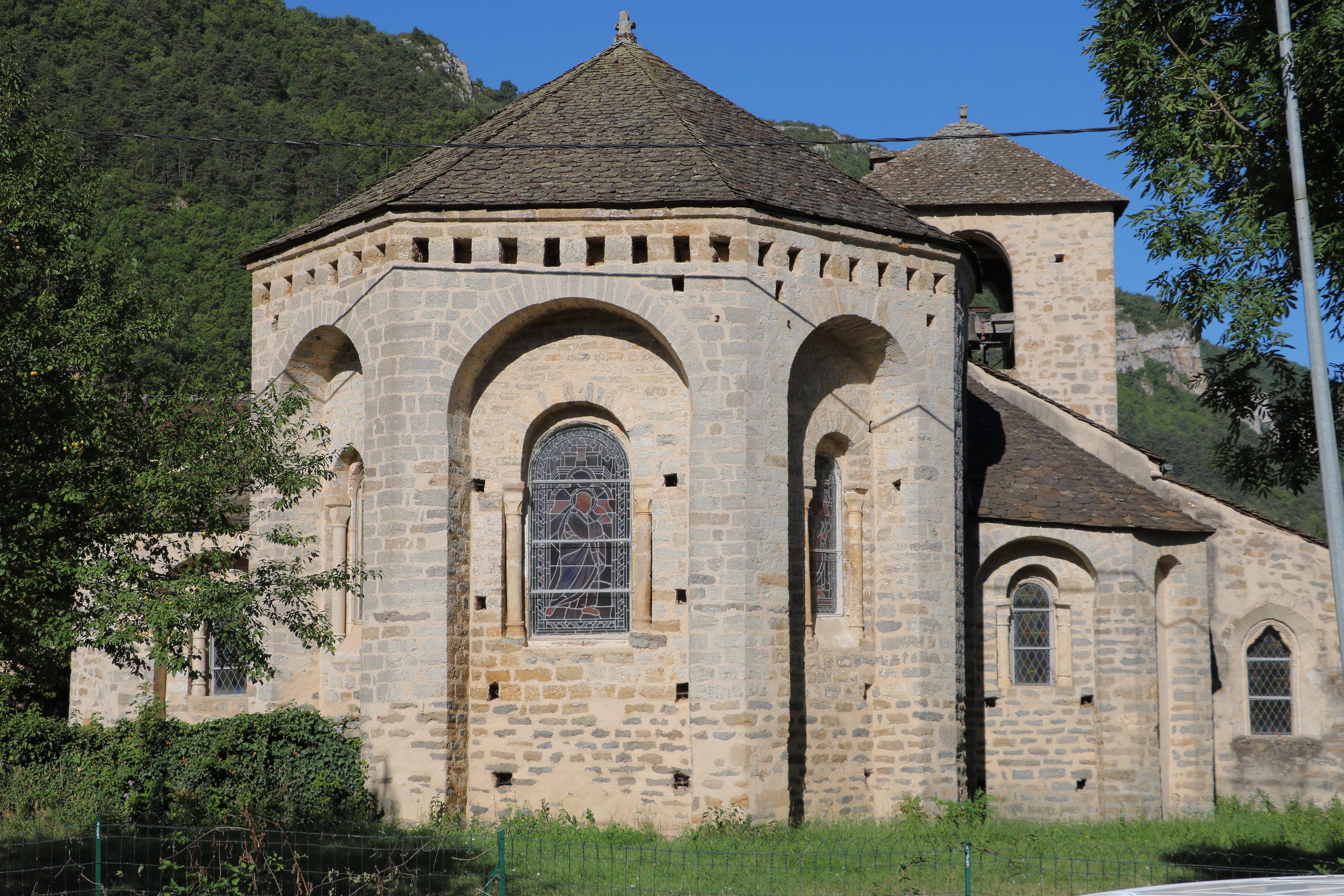
apsida kostela
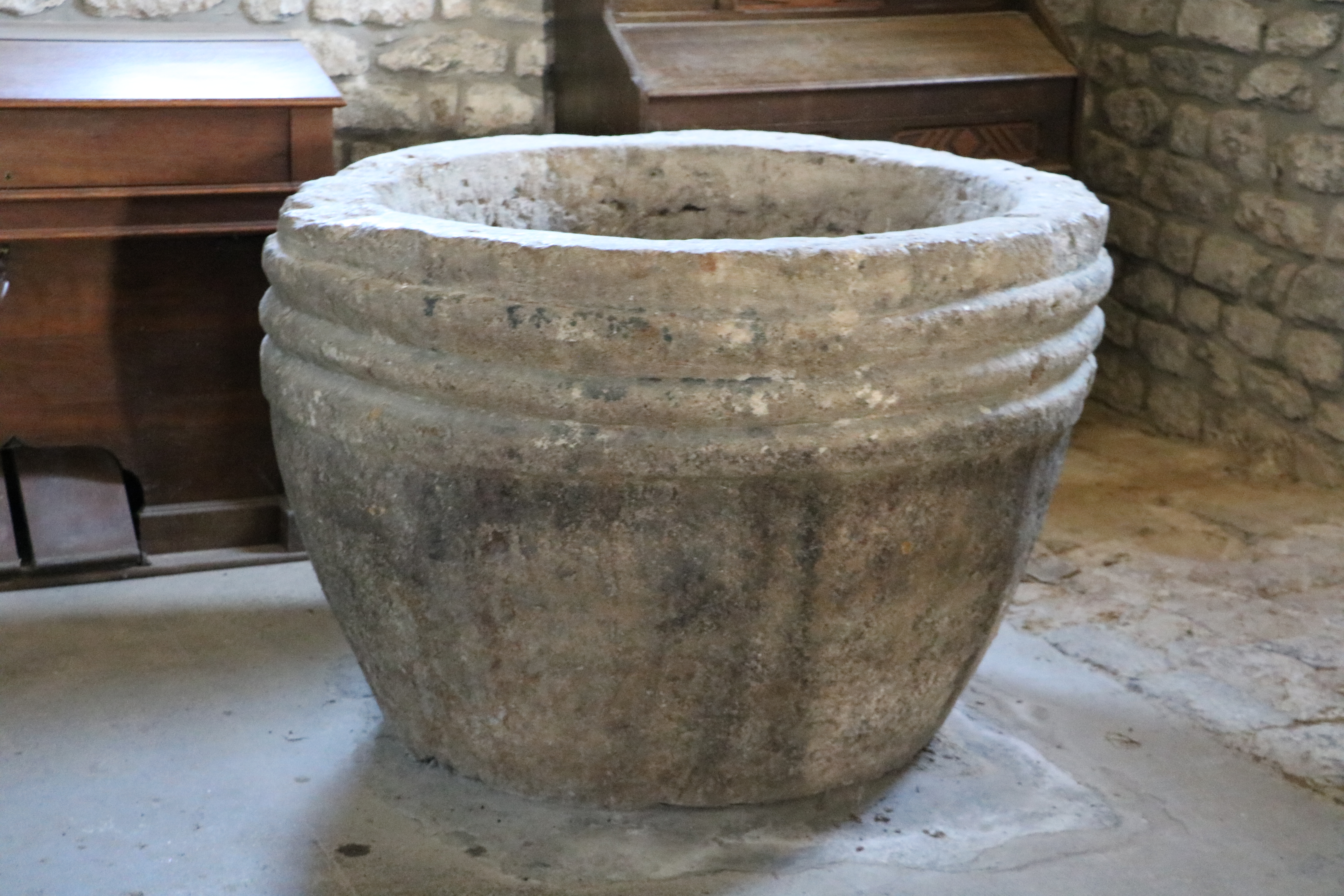
románská křtitelnice
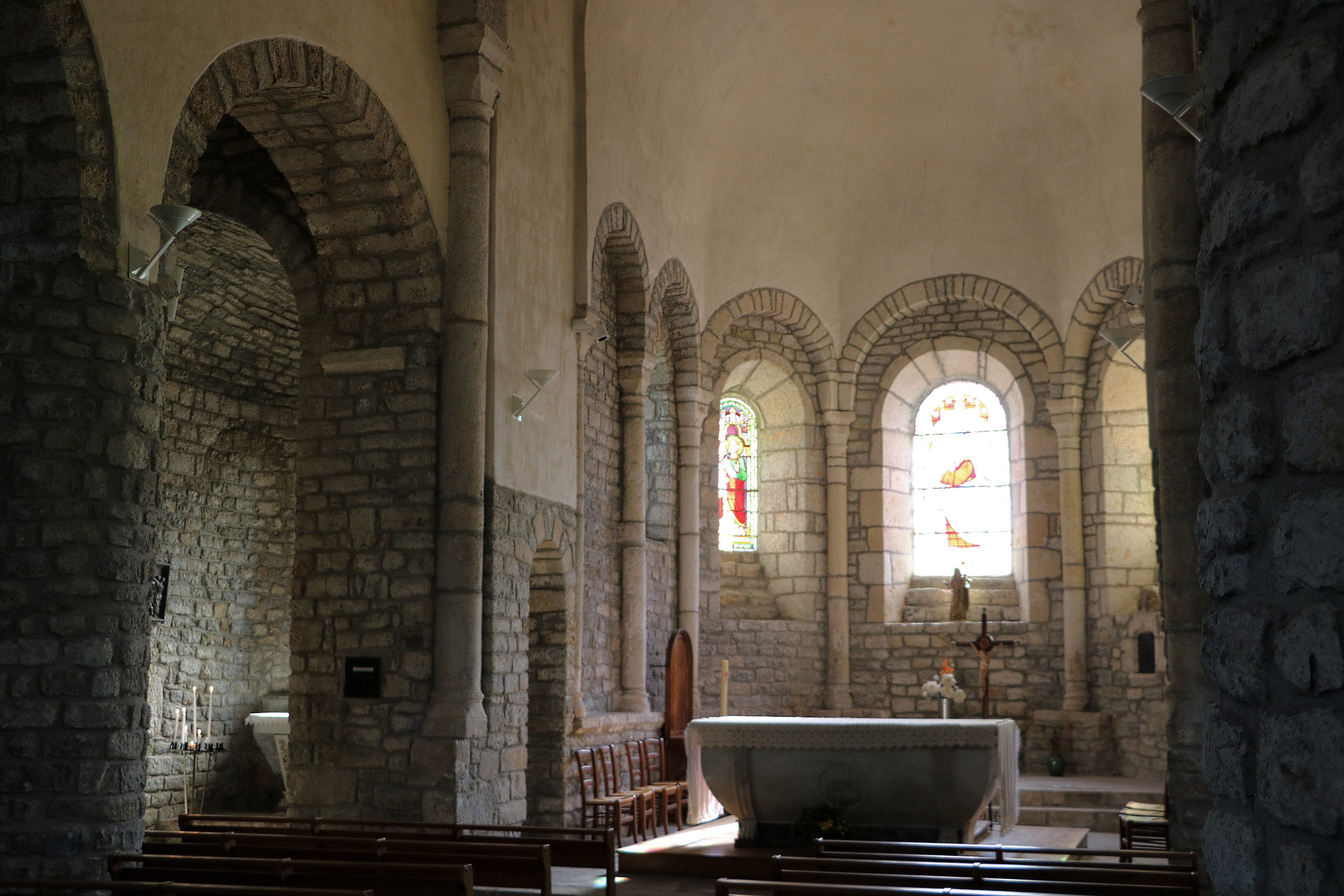
interiér kostela
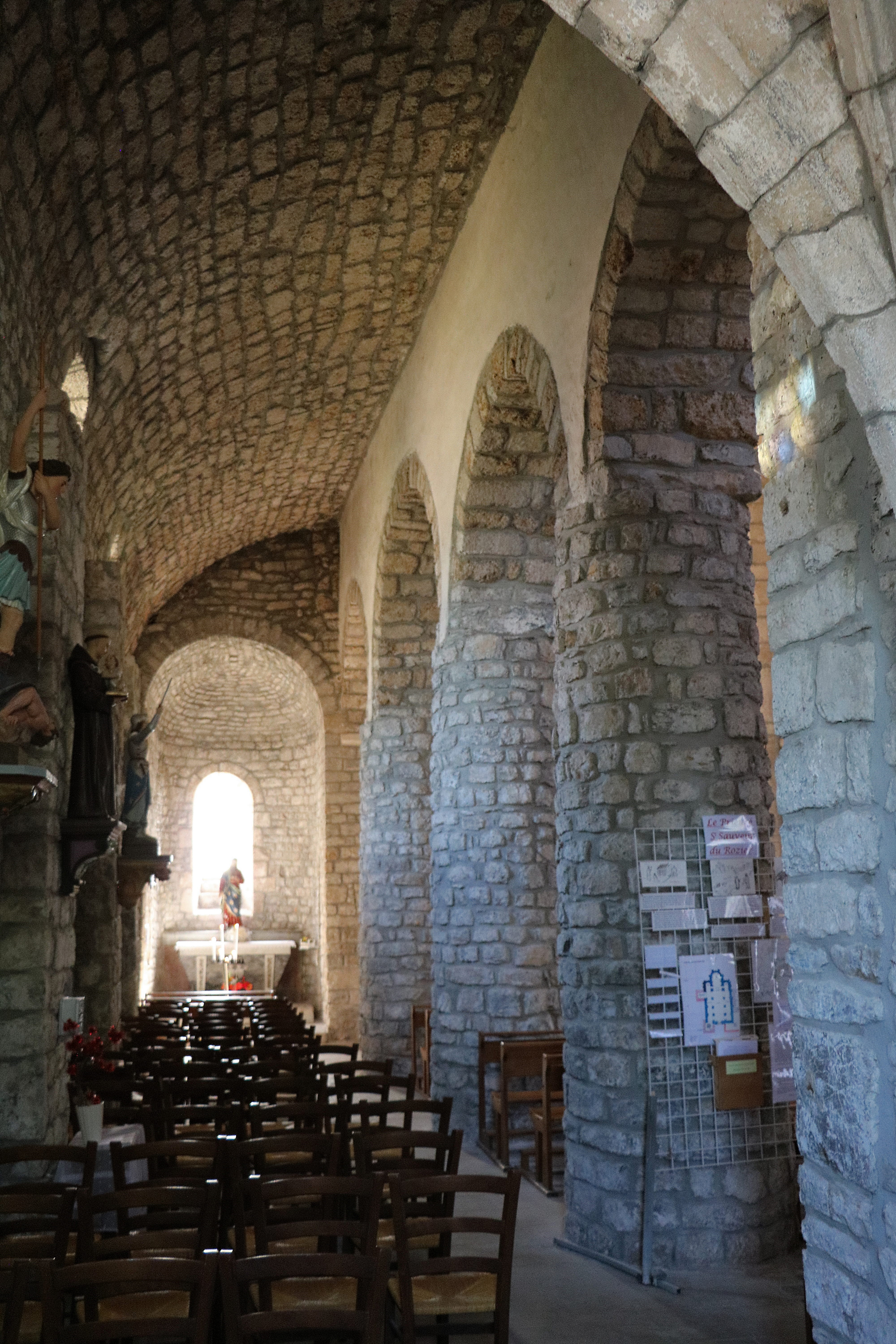
interiér kostela
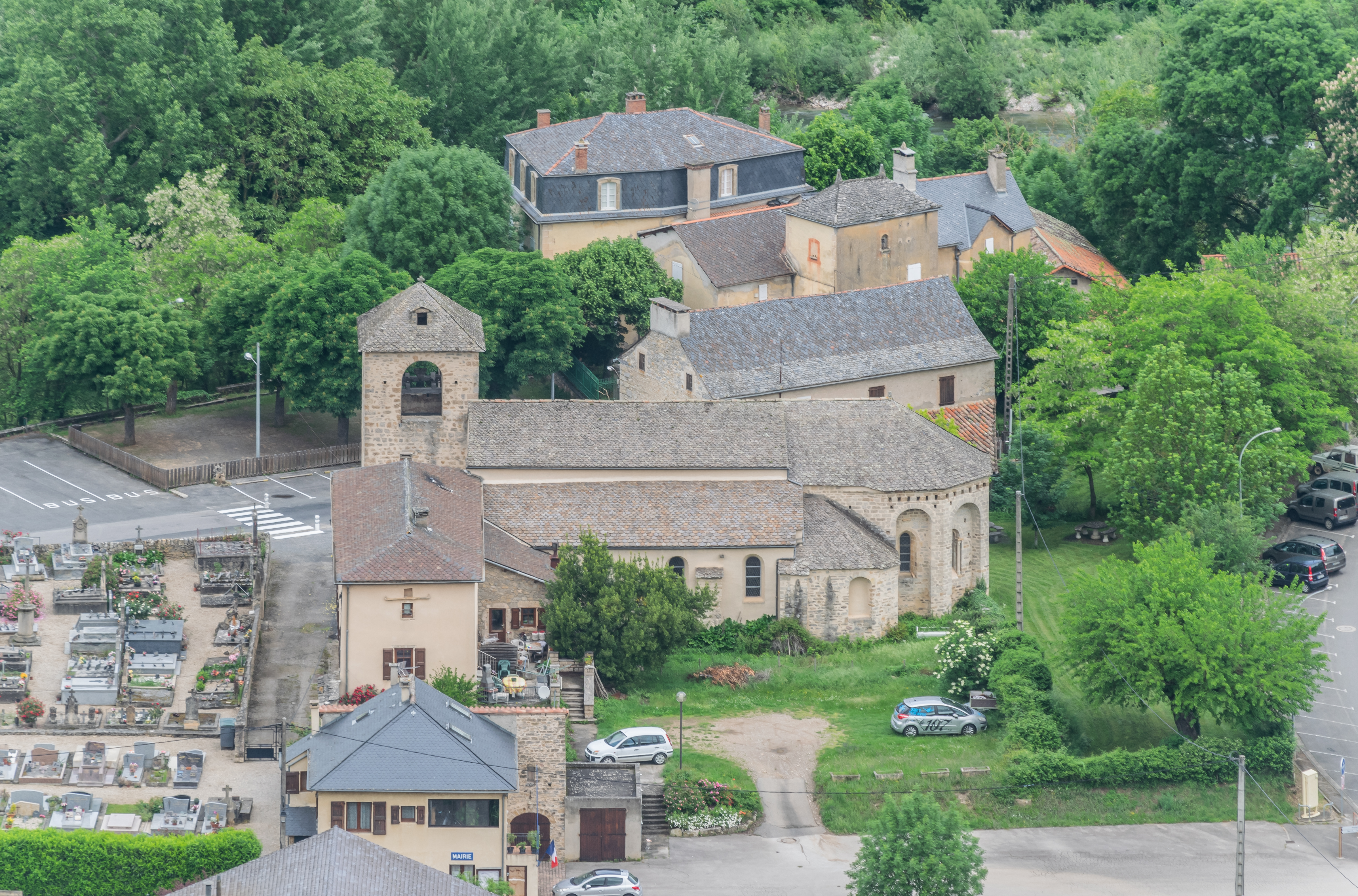
pohled na kostel